# LiveJournal
LiveJournal (ros. Живой Журнал) – serwis społecznościowy umożliwiający prowadzenie bloga, dziennika bądź pamiętnika.
Sieć została założona w 1999 roku przez Brada Fitzpatricka.
W styczniu 2005 r. firma Danga Interactive (operator witryny) została przejęta przez Six Apart, a w 2007 roku serwis został nabyty przez rosyjskie przedsiębiorstwo SUP Media.